# Нобельське Четвероєвангеліє
Нобельське Четвероєва́нгеліє — рукописне старослов'янське Євангеліє, визначна рукописна пам'ятка XVI століття. Найдавніша писемна пам'ятка Українського Полісся.
Написане 1520 року в селі Нобель Вараського району Рівненської області.

## Дослідження
Опис Нобельського рукописного Євангелія є в творі російського православного літератора Петра Андрійовича Гільтебрандта «Рукописное отделение виленской публичной библиотеки. Вып. I. Церковнославянские рукописи. Вып. II. Русские пергаменты».
Петро Андрійович Гільтебрандт (1840—1905) був запрошений для розбору рукописів Віленської публічної бібліотеки в 1865 році. Найбільшою його заслугою вважають те, що йому вдалося видати із власними поясненнями Турівське Євангеліє ХІ століття. Письменник детально розповідає, як на початку своєї роботи знайшов невеличку шафу з 3-4 десятками рукописів часів латинства та 2 великі вітрини, заповнені рукописами латинською та польською мовами. У ящиках, шафах, сірих та сирих нішах знаходив він все нові й нові пергаментні грамоти. Серед них був і давній поліський рукопис.
Опис цієї рукописної книги знаходимо в Гільтебрандта за № 15: «Нобельское (Нобель — местечко и в старину, и теперь Пинскаго уезда) Четвероевангеліе 1520 года, в четвертку (длины 4¾ верш., шир. 3¼), 347 листовъ или 694 стр., по 16 строкъ на странице, в малиновомъ бархатномъ (выцветшемъ) переплете, украшенномъ позолоченнымъ Распятиемъ посредине, а по угламъ четырьмя евангелистами».
Автор монографії дає невелику характеристику давньому пергаменту: «Передмова до Євангелія від Матвія неповна. Написання суцільне, де немає розділових знаків». Післямову до нобельського рукопису Гільтенбрандт подає без перекладу.
З цього запису стає зрозумілим, що «книга ця, названа тетро, створена при королі Сигизмунді, єпископі Іоні, владиці Турівськім та Пінськім, при князеві Федорі Ярославовичі, повелінням христолюбця, раба Божого Симеона Батиєвича, старця (старости) Хоїнського, і дана в храм Святого Миколи в Ноблі. А хто цю книгу візьме від церкви Святого отця Миколи в Ноблі Пінського повіту, той буде проклятий у цей вік і в майбутній. А писав дяк, многогрішний раб Божий Севастьян Аврамович у Ноблі. Закінчена книга ця місяця червня, у перший день місяця, у день Святого Іустина філософа й мученика Іустина».
Більш детальний опис Нобельського Четвероєвангелія знаходимо в російського історика, археографа Флавіана Добрянського. Він народився в сім'ї священика села Черниці Новограда-Волинського повіту Волинської губернії. Закінчив Волинську та Московську духовні академії, а в 1876 році був запрошений до складу Тимчасової комісії, створеної у зв'язку з Височайше затвердженим проектом відкриття у Вільні Публічної бібліотеки, з музеєм при ній.
Флавіан Добрянський у своїй праці «Описание рукописей Виленской публичной бібліотеки, церковно-славянскихъ и русскихъ», 1882 року видання, докладно передає зміст Нобельського рукописного Четвероєвангелія: 
Л. 1. Передмова до Євангелія від Матвія. Початку немає.
Л. 2. Євангеліє від Матвія.
Л. 98. Передмова до Євангелія від Марка.
Л. 100. Зміст.
Л.102. Євангеліє від Марка.
Л. 159. Зміст Євангелія від Луки.
Л. 161. Передмова.
Л. 164. Текст.
Л. 257. Заголовок Євангелія від Іоанна й передмова.
Л. 260. Євангеліє від Іоанна.
Л. 325. Соборник. Російських святих у соборнику немає. Далі вказані тижні Великого Посту, різні потреби. У кінці подані вказівки на євангелівські читання».
Автор робить відмітку: «…полуустав довольно небрежный». Таке письмо властиве людині без належної освіти. Мабуть, таким був дячок-переписувач Севастьян Аврамович, бо чорновою рукописною роботою під наглядом священиків та ігумень монастирів займалися нижчі церковні чини: диякони, псаломщики, послушники.
Утім, потребує уточнення навіть ім'я переписувача книги, адже на звороті 347 сторінки Добрянський відмічає запис, зроблений тим же почерком, що й зміст Євангелія: «Буде й буде Микольському добра два й три, і до п'яти попів, а писав Левко, дячок Глоумі…»

## Доля книги
Як Нобельське Четвероєвангеліє 1520 року потрапило до Вільнюса, можна лише здогадуватися. У 1856 році граф Тишкевич заснував тут Музей давнини, а при ньому утворив Археологічну комісію. Із справ цієї Комісії видно, що в числі пожертвувань приймалися й рукописи. У 1865 році було зібрано 538 рукописів та 2077 давніх грамот, актів, автографів. Колишній попечитель Віленського навчального округу Корнілов ревно зайнявся пошуками давнини. Він бачив, що вони масово зникають, і хотів зберегти те, що вціліло. У 1865—1867 роках відрядив у Західний край досвідчених осіб, яким доручив привезти до Вільно рукописні книги, які мали цінність. Тоді було написане звернення до духовенства, учителів із проханням допомогти віднайти давні рукописи. Особливо успішною була поїздка Соколова, якому випала честь віднайти Турівське Євангеліє. Напевне, у Вільнюській бібліотеці зафіксовано, ким і коли було привезене туди й Нобельське Євангеліє.
Тепер Євангеліє зберігається у фондах бібліотеки Академії наук Литви.
Повторно відкрила святиню для України у 2014 році учителька, краєзнавець Валентина Тумаш.

## Вшанування
У 2015 році громадськість Зарічненщини відзначила 495-річчя написання Нобельського Євангелія.